# Bøstrup Å
Bøstrup Å er en godt 12 kilometer lang å, der har sit udspring i Bøstrup Mose,  nord for herregården Bøstrup, sydvest for Høng i Kalundborg Kommune på Vestsjælland. Fra udspringet løber åen hovedsagelig mod nord og løbere ud i Halleby Å lige vest for Tissø. Den nedre del af åen ligger i Natura 2000-område nr. 157 Åmose, Tissø, Halleby Å og Flasken og Naturpark Åmosen.